# Genista pseudopilosa
Genista pseudopilosa är en ärtväxtart som beskrevs av Ernest Saint-Charles Cosson. Genista pseudopilosa ingår i släktet ginster, och familjen ärtväxter. IUCN kategoriserar arten globalt som livskraftig. Inga underarter finns listade i Catalogue of Life.